# Bogdan Mykhaylichenko
Bogdan Vasylyovych Mykhaylichenko, más conocido como Bogdan Mykhaylichenko, (Boryspil, 21 de marzo de 1997) es un futbolista ucraniano que juega de defensa en el F. C. Polissya Zhytomyr de la Liga Premier de Ucrania. Es internacional con la selección de fútbol de Ucrania.

## Trayectoria
Mykhaylichenko comenzó su carrera deportiva en el Dinamo de Kiev, equipo en el que jugó entre 2014 y 2019. Entre esos años estuvo cedido en el Stal Kamianske y en el Zorya Lugansk, equipo por el que terminó fichando a final de temporada.

### Anderlecht
En 2020 dejó la Liga Premier de Ucrania para jugar en el R. S. C. Anderlecht de la Primera División de Bélgica.

## Selección nacional
Fue internacional sub-16, sub-17, sub-18, sub-19, sub-20 y sub-21 con la selección de fútbol de Ucrania, antes de convertirse en internacional absoluto el 3 de septiembre de 2020, en un partido de la Liga de Naciones de la UEFA 2020-21 frente a la selección de fútbol de Suiza.

### Participaciones en Eurocopas
| Copa          | Sede     | Resultado    | Partidos | Goles |
| ------------- | -------- | ------------ | -------- | ----- |
| Eurocopa 2024 | Alemania | Primera fase | 0        | 0     |

## Clubes
| Club                           | País    | Año       |
| ------------------------------ | ------- | --------- |
| Dinamo de Kiev                 | Ucrania | 2014-2019 |
| Stal Kamianske (cedido)        | Ucrania | 2017      |
| Zorya Lugansk (cedido)         | Ucrania | 2018-2019 |
| Zorya Lugansk                  | Ucrania | 2019-2020 |
| R. S. C. Anderlecht            | Bélgica | 2020-2023 |
| F. K. Shajtar Donetsk (cedido) | Ucrania | 2022-2023 |
| G. N. K. Dinamo Zagreb         | Croacia | 2023-2024 |
| F. C. Polissya Zhytomyr        | Ucrania | 2024-     |

## Palmarés

### Títulos nacionales
| Título                  | Club                  | País    | Año  |
| ----------------------- | --------------------- | ------- | ---- |
| Liga Premier de Ucrania | Dinamo de Kiev        | Ucrania | 2015 |
| Copa de Ucrania         | Dinamo de Kiev        | Ucrania | 2015 |
| Liga Premier de Ucrania | F. K. Shajtar Donetsk | Ucrania | 2023 |